# 1070 Tunica
Az 1070 Tunica (ideiglenes jelöléssel 1926 RB) egy kisbolygó a Naprendszerben. Karl Wilhelm Reinmuth fedezte fel 1926. szeptember 1-én.